# Uvariodendron fuscum
Espèce
Statut de conservation UICN

 NT  : Quasi menacé
Uvariodendron fuscum R.E.Fr. est une espèce de plantes à fleurs de la famille des Annonaceae et du genre Uvariodendron. C'est un arbre présent au Cameroun et en Guinée équatoriale.

## Description
C'est un arbre cauliflore pouvant atteindre 10 m de hauteur.

## Distribution
Relativement rare, l'espèce est présente sur deux sites au Cameroun, à Dom (Région du Nord-Ouest) et au mont Cameroun (Région du Sud-Ouest), et sur l'île de Bioko en Guinée équatoriale.